# Por acanga
Por Acanga es el primer EP de la banda chilena Los Tres, lanzado al mercado el 19 de octubre de 2015, sólo tres días antes del quinto aniversario de su, hasta ese momento, último disco, Coliumo. Siendo además el primer disco desde la salida de Ángel Parra como guitarrista de la banda.
El nombre proviene de una expresión chilena “acanga y allanga” que viene siendo “aquí y allá”.
En agosto de 2015 Los Tres anunciaron el lanzamiento de un nuevo disco para fin de año, que fue lanzado el 19 de octubre y resultó ser el primer EP de la banda, titulado Por Acanga.
El primer sencillo del disco, Hey Hey Hey, fue estrenado el 1 de enero de 2014, mediante descarga gratuita en el sitio oficial de la banda y causó polémica tanto por su letra y como las escenas de agresión a mujeres que se veían en el videoclip oficial.
El 4 de diciembre de 2014 lanzan el segundo sencillo “Quizás con quien”, una balada melancólica, que remota tiempos anteriores del conjunto, el videoclip de esta canción cuenta con la participación de la actriz Luciana Echeverría. Una versión primitiva de esta canción fue presentada como exclusiva en una entrevista que Henríquez realizó a una radio de Venezuela. Contó con la colaboración de Emmanuel del Real y Joselo Rangel, de Café Tacvba.
El 27 de septiembre del 2015, se lanza el tercer y último sencillo “Hey Soledad”, versión rockabilly de la canción del compositor mexicano Juan Cirerol.
El disco se encuentra en las plataformas digitales de escucha como Deezer, Spotify e iTunes y en formato físico se puede encontrar en las principales tiendas de música en Chile. En agosto de 2017 se dio a luz el disco en formato vinilo.
La portada es un mural que estuvo entre los años 2013 y 2018 en el muro de un edificio de comercios ubicado en la esquina de Castellón con Avenida Carrera en Concepción.
Este EP es el único material de estudio en donde estuvieron involucrados el guitarrista Sebastián Cabib y el baterista Boris Ramírez antes del retorno de Ángel Parra y Francisco Molina a la banda en octubre de 2023.

## Lista de canciones
| N.º   | Título                                            | Escritor(es)                    | Duración |  |
| 1.    | «Hey Soledad» (Cover y tercer sencillo del álbum) | Juan Cirerol                    | 2:41     |  |
| 2.    | «Quizás con quién» (Segundo sencillo del álbum)   | Álvaro Henríquez, Roberto Lindl | 4:14     |  |
| 3.    | «A palos con L'Aguila»                            | Álvaro Henríquez, Roberto Lindl | 3:51     |  |
| 4.    | «Seguir hasta que salga el sol»                   | Álvaro Henríquez, Roberto Lindl | 4:33     |  |
| 5.    | «Hey Hey Hey» (Primer sencillo del álbum)         | Álvaro Henríquez, Roberto Lindl | 4:04     |  |
| 6.    | «Cuento sin final»                                | Álvaro Henríquez, Roberto Lindl | 3:45     |  |
| 23:08 |                                                   |                                 |          |  |

## Músicos

### Los Tres
- Álvaro Henríquez – Voz, guitarra
- Roberto Lindl – Bajo, coros
- Sebastián Cabib – Guitarra, coros
- Boris Ramírez – Batería

### Invitados
- Emmanuel del Real – Piano ("Quizás con quien")
- Joselo Rangel – Guitarra ("Quizás con quien")